# Wacław Szalewicz
Wacław Szalewicz h. Szaława (ur. 14 maja 1895 w folwarku Niepracha, zm. 1 listopada 1978 w Krakowie) – pułkownik artylerii Wojska Polskiego, kawaler Krzyża Złotego i Srebrnego Orderu Virtuti Militari.

## Życiorys

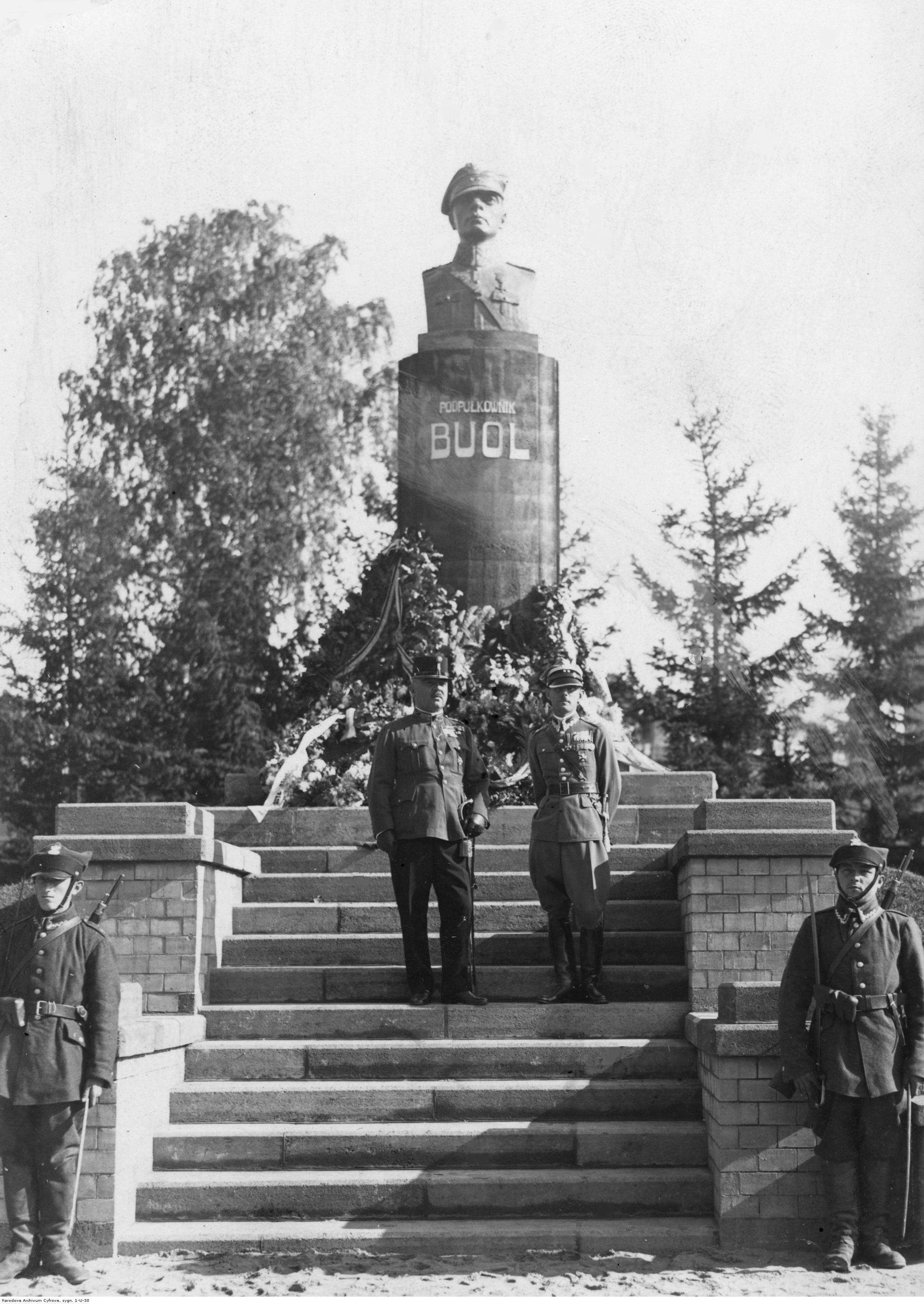
Pomnik ku czci pierwszego d-cy 9 dak ppłk. Artura Buola w Baranowiczach. Na schodach od lewej: dowódca węgierskiej artylerii konnej gen. László Magasházy i d-ca 9 dak ppłk Wacław Szalewicz (1930).

Urodził się 14 maja 1895 w folwarku Niepracha (powiat lidzki, ówczesne Imperium Rosyjskie, późniejszy powiat lidzki II RP) jako syn Józefa Anzelma Szalewicza herbu Szaława (1857–1917) i Teresy z domu Berdowskiej (1863–1932). Miał siostrę Helenę (1897–1986) i brata Stanisława (1899–1919), zginął walcząc w szeregach Samoobrony Ziemi Lidzkiej. Wacław Szalewicz kształcił się w Korpusie Kadetów w Połocku, gdzie zdał maturę w 1913, po czym podjął studia na Wydziale Mechanicznym Państwowego Instytutu Politechnicznego w Sankt Petersburgu im. Piotra Wielkiego.
Po odzyskaniu przez Polskę niepodległości w 1918 wstąpił do Wojska Polskiego. Został zweryfikowany w stopniu kapitana artylerii. W maju 1919 został dowódcą IV dywizjonu 2 pułku artylerii polowej wielkopolskiej (późniejszy 17 pułk artylerii polowej). Dywizjon przemianowano wkrótce na II, a sam kpt. Szalewicz na własną prośbę zwolniony został z Sił Zbrojnych Polskich byłego zaboru pruskiego. Uczestniczył w wojnie polsko-bolszewickiej w szeregach 5 pułku Ułanów Zasławskich. Rozkazem z 7 sierpnia 1920 ministra spraw wojskowych otrzymał zlecenie organizacji dywizjonu artylerii ochotniczej przy baterii zapasowej 16 pułku artylerii polowej w Grudziądzu, który został nazwany I dywizjon 216 pułku artylerii polowej Ochotników Kresowych w składzie Wojska Litwy Środkowej. Za udział w wojnie otrzymał Order Virtuti Militari. Został awansowany na stopień majora artylerii ze starszeństwem z dniem 1 czerwca 1919. W 1923, 1924 był p.o. zastępcy dowódcy swojej jednostki macierzystej, przemianowanej na 29 pułk artylerii polowej, garnizonującego w Grodnie. Został awansowany na stopień podpułkownika artylerii ze starszeństwem z dniem 1 lipca 1925. Od 1928 do 1932 pełnił funkcję dowódcy 9 dywizjonu artylerii konnej w garnizonie Baranowicze. Został awansowany na stopień pułkownika artylerii ze starszeństwem z dniem 1 stycznia 1932
Od 1932 sprawował stanowisko dowódcy 3 pułku artylerii lekkiej Legionów w garnizonie Zamość. Został awansowany do stopnia pułkownika artylerii. W Zamościu był prezesem obwodowej Ligi Morskiej i Rzecznej. W 1938 został przeniesiony do służby w Katowicach. Zamieszkiwał tam w kamienicy przy ulicy Powstańców 26.
Po wybuchu II wojny światowej brał udział w kampanii wrześniowej jako dowódca piechoty dywizyjnej 13 Kresowej Dywizji Piechoty, stacjonującej w Równem i funkcjonującej w składzie Korpusu Interwencyjnego. Kierując 13 Brygadą Piechoty podjął nieudaną próbą odbicia Tomaszowa Lubelskiego. 
W okresie agresji na Polskę kierował również z dobrym skutkiem tzw. policyjną zaporą w  Chełmie, mającą za zadanie dbać o ład i porządek oraz odsyłać zogubionych żołnierzy do formowanych jednostek wojskowych.
Został wzięty przez Niemców do niewoli i był osadzony w obozie jenieckim Oflag II C Woldenberg i pełnił tam funkcję (naj)starszego obozu. Od 15 sierpnia 1942 do 31 marca 1944 sprawował stanowisko Najstarszego Obozu. Na terenie obozu prowadził Instytut Rosyjski, w ramach którego nauczano języka i organizowano bibliotekę i który został zlikwidowany przez władze obozu po ataku Niemiec na ZSRR z połowy 1941. Później wnioskował do gen. Juliusza Rómmla o odznaczenie bojowe uczestników ucieczek z obozu II C; 13 kwietnia 1967 Ministerstwo Obrony Narodowej PRL zatwierdziło odznaczenie Orderem Virtuti Militari jeńców obozu.
Po wojnie pracował w Wojewódzkim Zjednoczeniu Gospodarki Komunalnej i Mieszkaniowej w Krakowie. Przez wiele lat był prezesem Koła Woldenberczyków w Krakowie oraz pełnił funkcję członka zarządu okręgu ZBoWiD w Krakowie. Był autorem wspomnień pt. Organizacja i walki odtworzonej 13 Dywizji (Brygada) Piechoty Kresowej pod Chełmem, Hrubieszowem, Tomaszowem Lubelskim, Krasnobrodem i Terespolem. 3 maja 1977 został mianowany przez samozwańczego Prezydenta Wolnej Polski na Wychodźstwie (z lat 1972–1990) Juliusza Nowinę-Sokolnickiego na stopień generała brygady
Zmarł 1 listopada 1978 w Krakowie. Był żonaty od 1920 z Heleną (1900–1975), miał córkę Marię (1921–1981). Wszyscy troje zostali pochowani w grobowcu rodzinnym na Cmentarzu Rakowickim w Krakowie (kwatera 10 A WOJ-płn-2).

## Ordery i odznaczenia
- Krzyż Złoty Orderu Virtuti Militari[26]
- Krzyż Srebrny Orderu Wojskowego Virtuti Militari nr 6799[43] (10 maja 1922)[44]
- Krzyż Oficerski Orderu Odrodzenia Polski (11 listopada 1937)[45]
- Krzyż Walecznych (dwukrotnie)[14][26]
- Złoty Krzyż Zasługi (19 marca 1931)[46]
- Medal Niepodległości (23 grudnia 1933)[47][48]
- Krzyż Zasługi Wojsk Litwy Środkowej (Litwa Środkowa, 1926)[49][50]
- Medal Pamiątkowy za Wojnę 1918–1921[43]
- Medal Dziesięciolecia Odzyskanej Niepodległości[43]
- Medal Międzyaliancki[43]